# Lewis's Building
Pour les articles homonymes, voir Lewis.
 (octobre 2021).
Le Lewis's Building est un bâtiment classé de Grade II  situé à Liverpool, en Angleterre. Construit à cet effet comme magasin phare de la chaîne de grands magasins Lewis's, aujourd'hui disparue, le bâtiment devrait être réaménagé dans le cadre du projet de réaménagement Central Village.

## Histoire
En 1856, le magasin de vêtements pour hommes et garçons Lewis a commencé à commercer à partir d'un bâtiment du XIXème siècle sur le site actuel. Ce bâtiment a finalement été remplacé dans les années 1910 et 1920 par un projet de Gerald de Courcy Fraser qui incorporait le bâtiment Watson adjacent. Pendant le Liverpool Blitz, le bâtiment a été principalement détruit par des bombes, nécessitant une reconstruction qui a de nouveau été effectuée par Gerald de Courcy Fraser en 1947 . Le nouveau magasin de neuf étages de 420 000 pieds carrés a ouvert ses portes en 1956 et a fonctionné jusqu'au 29 mai 2010.
Depuis la disparition de Lewis, le bâtiment est resté vacant, à l'exception d'une succursale de PureGym occupant actuellement le rez-de-chaussée depuis 2015.  Le bâtiment est sur le point d'être réaménagé dans le cadre d'un nouveau projet appelé Central Village. Avec 24 000 m² d'espace total de vente au détail et de loisirs, cela en fera le troisième plus grand centre commercial du centre-ville de Liverpool derrière Liverpool One et le centre commercial St. John's. De grands espaces de bureaux et un hôtel Adagio de 125 chambres occuperont les étages restants .

## Sculpture

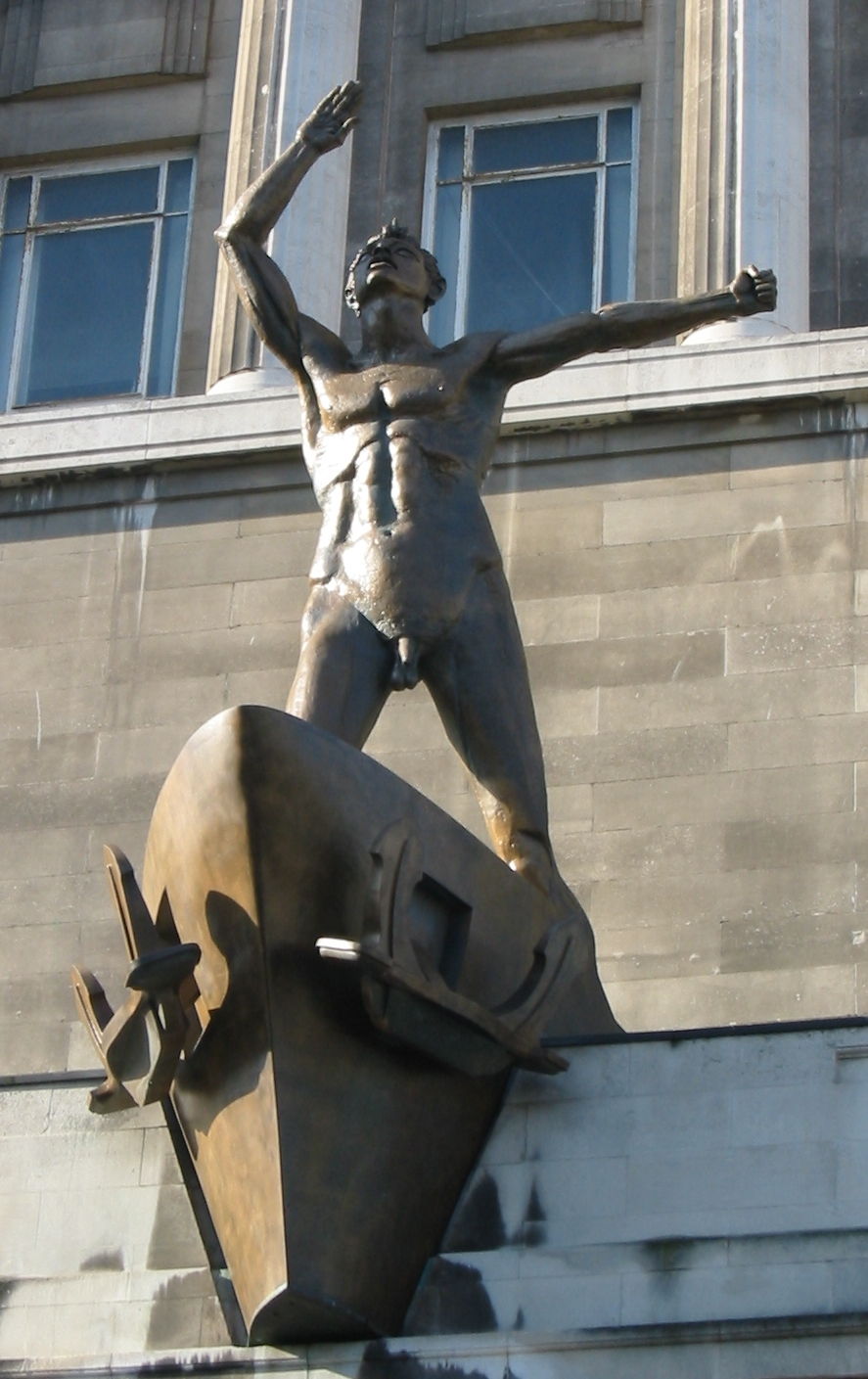
La résurrection de Liverpool (1956) de Jacob Epstein

Pour symboliser la résurgence de Liverpool après la Seconde Guerre mondiale, une statue réalisée par Sir Jacob Epstein d'un homme nu a été ajoutée au-dessus de l'entrée principale du bâtiment. Son titre officiel est Liverpool Resurgent mais est surnommé localement « Nobby Lewis » ou « Dickie Lewis ». La statue a été dévoilée pour les célébrations du centenaire de Lewis en 1956, alors que le magasin bombardé avait achevé sa reconstruction. C'est un lieu de rencontre local bien connu, et a été immortalisé dans la chanson hymne de 1962 In My Liverpool Home de Peter McGovern (en) :
« Nous parlons avec un accent excessivement rare,
Rendez-vous sous une statue excessivement nue »